# Amtsgericht Neu-Ulm

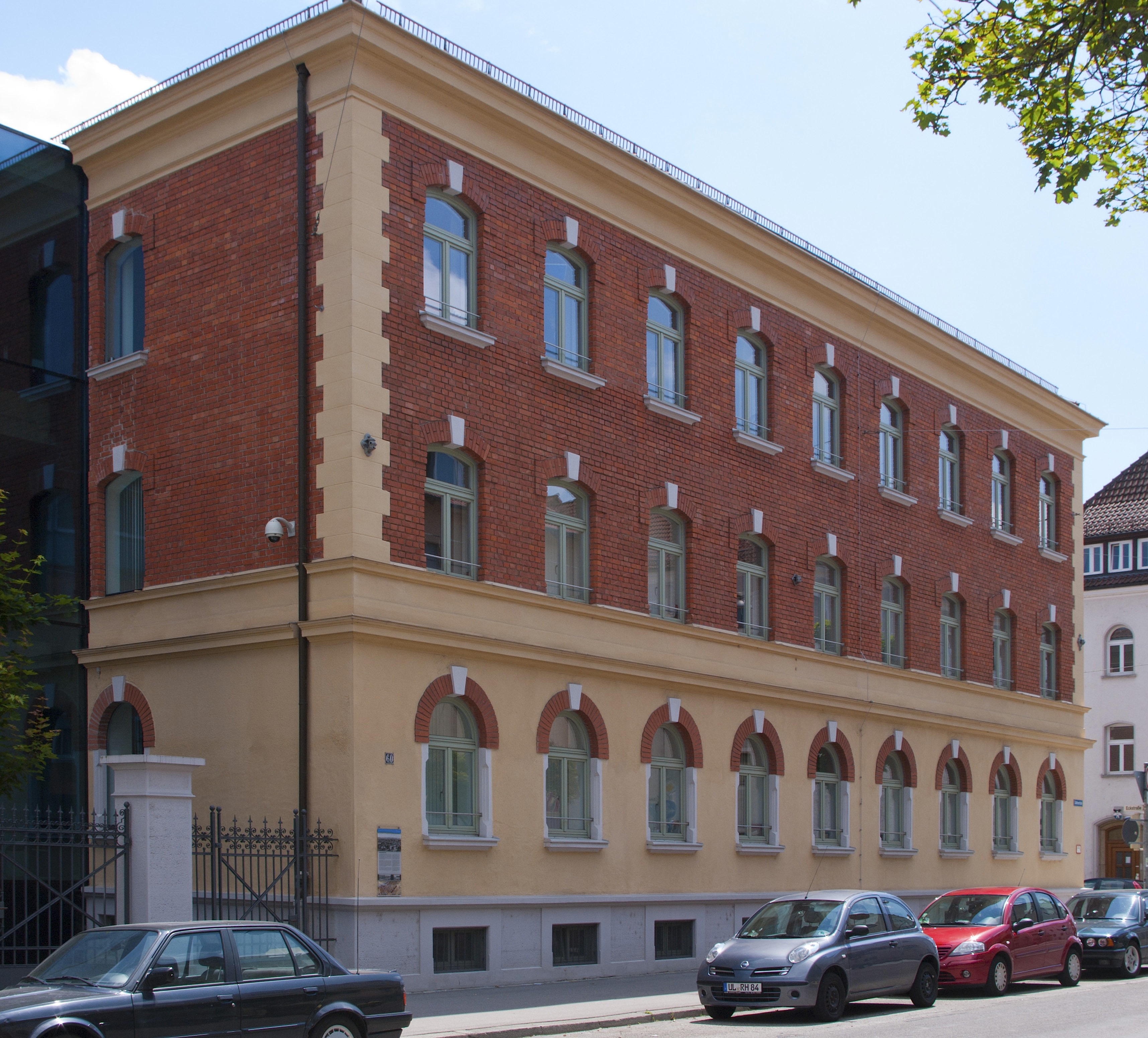
Schützenstraße 60

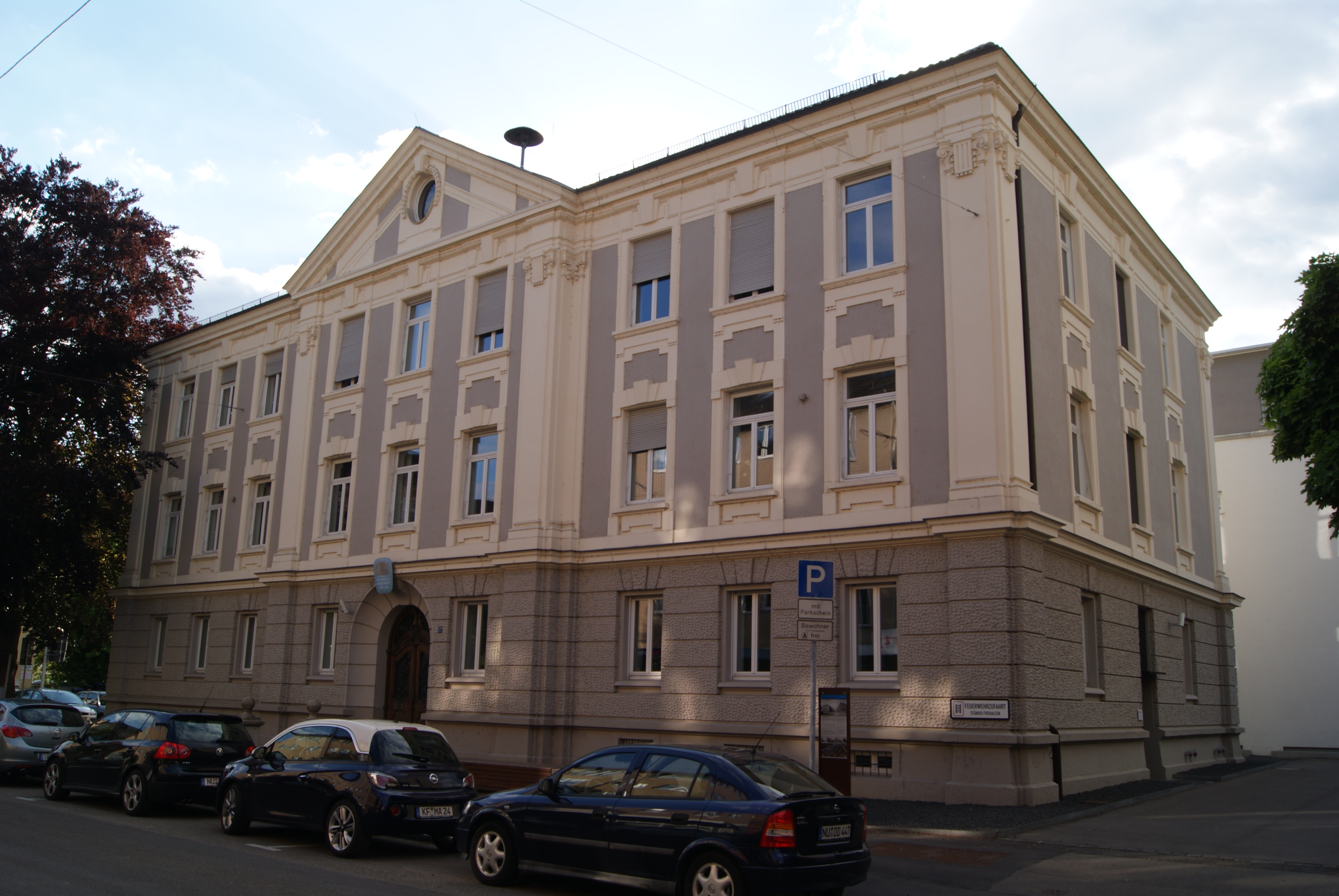
Schützenstraße 17

Das Amtsgericht Neu-Ulm als eines von 73 Amtsgerichten in Bayern ist ein Gericht der ordentlichen Gerichtsbarkeit. Es hat seinen Sitz in Neu-Ulm.

## Amtsgerichtsbezirk
Der Bezirk des Amtsgerichts Neu-Ulm erstreckt sich auf den Landkreis Neu-Ulm. In ihm leben mehr als 180.000 Menschen.

## Geschichte
1841 beschloss die Frankfurter Bundesversammlung den Bau der Bundesfestung Ulm mit einem Brückenkopf auf bayerischer Seite. Auf Betreiben König Ludwigs I. wurde die Ortschaft Neu-Ulm in die Festung einbezogen. 1842 wurde daher das Landgericht Neu-Ulm aus Teilen des Landgerichts Günzburg und einer Gemeinde des Landgerichts Illertissen errichtet. Anlässlich der am 1. Juli 1862 in Kraft getretenen vollständigen Trennung von Rechtsprechung und Verwaltung in den rechtsrheinischen Landesteilen des Königreichs Bayern wurde das Bezirksamt Neu-Ulm errichtet. 
Mit der Einführung des Gerichtsverfassungsgesetzes am 1. Oktober 1879 wurden die bisherigen bayerischen Gerichte aufgehoben. An die Stelle der Appellationsgerichte traten nun die Oberlandesgerichte, an die Stelle der Bezirksgerichte die Landgerichte und an die Stelle der Stadtgerichte, der Landgerichte sowie der Stadt- und Landgerichte die Amtsgerichte. So bildete man aus dem bisherigen Landgericht Neu-Ulm das jetzige Amtsgericht.
Mit dem Gesetz über die Organisation der ordentlichen Gerichte im Freistaat Bayern (GerOrgG) am 1. Juli 1973 wurde das Amtsgericht Illertissen de jure aufgelöst und als Zweigstelle des Amtsgerichts Neu-Ulm fortgeführt. Die endgültige Auflösung des Amtsgerichts in Illertissen erfolgte im Jahr 2009, es wurde in das Amtsgericht Neu-Ulm eingegliedert.

## Gerichtsgebäude
Das Amtsgericht ist auf zwei Gebäude aufgeteilt. Das Hauptgebäude ist in der Schützenstraße 60 in Neu-Ulm. Das 1900 von der Militärverwaltung als Wohnhaus erbaute Gebäude wurde ab 2008 zum Justizzentrum erweitert und umgebaut. Das 1898/99 erbaute ursprüngliche Gebäude in Neu-Ulm ist in der Schützenstraße 17 und wird weiterhin genutzt. Eine frühere Außenstelle im Vöhlinschloss Illertissen, in dem zeitweise auch ein Sitzungssaal eingerichtet wurde, wurde aufgelöst.

## Zuständigkeit und Aufgaben
Dem Amtsgericht ist erstinstanzliches Zivil-, Familien- und Strafgericht. Das Grundbuchamt ist eine Einrichtung der Freiwilligen Gerichtsbarkeit. Das Registergericht ist an das Amtsgericht Memmingen abgegeben. Dem Amtsgericht sind zwölf Gerichtsvollzieher zugeordnet.

## Übergeordnete Gerichte
Im Instanzenzug übergeordnet sind das Landgericht Memmingen, das Oberlandesgericht München sowie der Bundesgerichtshof.